# Bijenkorfvlechter

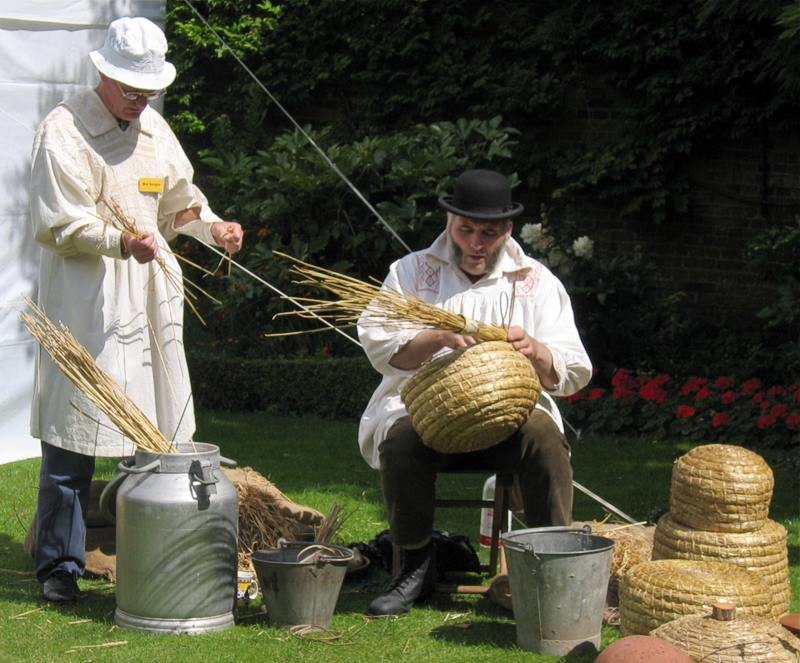
Het vlechten van een bijenkorf

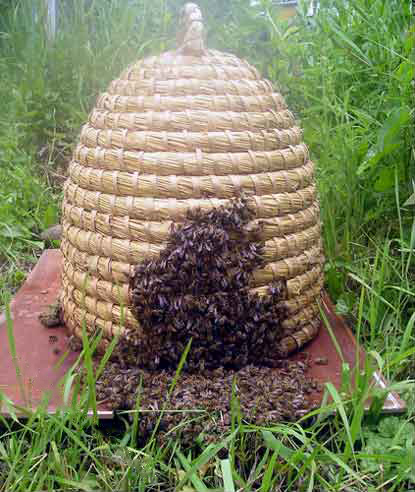
Een typisch ouderwetse bijenkorf

Een bijenkorfvlechter is een ambachtsman die met stro een bijenkorf vlecht.

## Ambacht
Bijenkorfvlechters kwamen in Nederland vooral voor in het oosten van het land. De vlechters waren vooral in de winter actief, omdat er dan minder ander werk was. De materialen die de vlechter verwerkte in zijn korf zijn:
- Stro (dikwijls langstrorogge dat overbleef na het dorsen)
- Speciaal behandelde bramenstengels
- Spaans riet

Het ambacht van bijenkorfvlechter kom je in de eenentwintigste eeuw niet meer als beroep tegen, het is als beroep uitgestorven. Het speciale langstrorogge wordt ook niet meer commercieel verbouwd. 
Het beroep van bijenkorfvlechter toont gelijkenissen met dat van stoelenmatter.